# معاهدة باريس (1947)
أسفر مؤتمر باريس للسلام (29 يوليو - 15 أكتوبر، 1946) إلى معاهدات باريس للسلام الموقعة في باريس 10 فبراير 1947. تفاوض المنتصرون في زمن الحرب (أساساً الولايات المتحدة الأمريكية والاتحاد السوفياتي وبريطانيا وفرنسا وكندا) حول تفاصيل المعاهدات مع إيطاليا ورومانيا والمجر وبلغاريا وفنلندا (انظر قائمة الدول المشاركة في الحرب العالمية الثانية).